# Свијажск
Свијажск (рус. Свия́жск) село је у Русији у Републици Татарстан.

## Становништво
| 2002. | 2010. |
| ----- | ----- |
| 252   | 276   |